# 示巴湾区

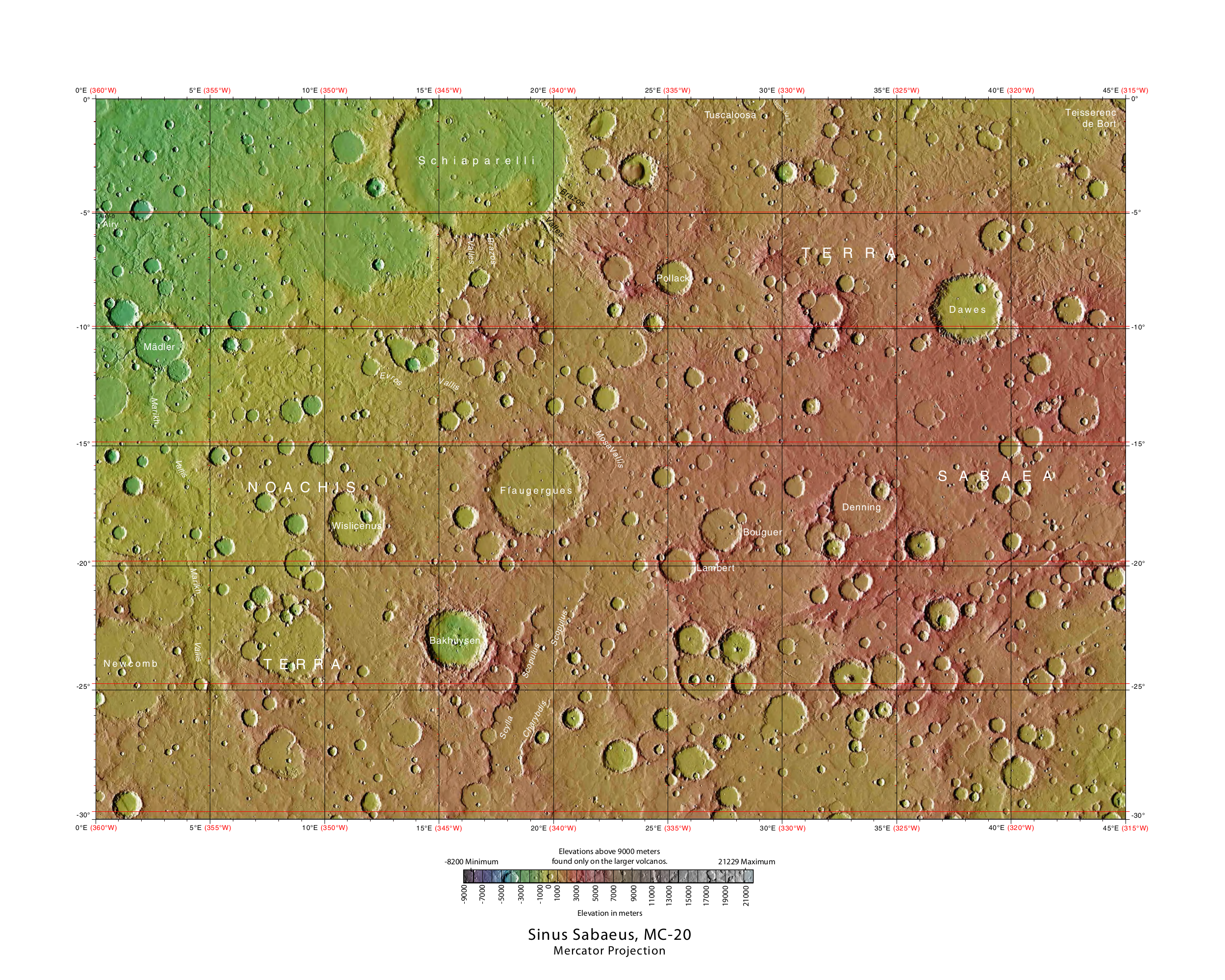
示巴湾区

示巴湾区（英語：Sinus Sabaeus quadrangle）是美国地质调查局太空地质学研究计划（Astrogeology Research Program）对火星表面划分的30个区域之一，编号为MC-20。
示巴湾区覆盖了火星西经315°至360°、南纬0°至30°的区域。